# Dongewijk
Dongewijk is een wijk in het Tilburgse stadsdeel de Reeshof. Met ruim 2500 inwoners wordt de wijk aan de hand van de Dalemdreef onderverdeeld in de buurten Noord en Zuid. De woonwijk wordt in het westen begrensd door het natuurgebied rondom de Donge en in het oosten door het Reeshofpark en Campenhoef.
Tijdens de jaren negentig is Dongewijk tot stand gekomen. Alle straatnamen in de wijk zijn vernoemd naar Nederlandse woonplaatsen die met de letter O beginnen, waarmee de wijk officieus ook als O-buurt bekend staat.